# Реч в Шпортпаласт
Речта в Шпортпаласт (на немски: Sportpalastrede) или Речта за тоталната война е реч, произнесена от германския министър на пропагандата Йозеф Гьобелс в Берлинер Шпортпаласт пред голяма избрана публика на 18 февруари 1943 г., призоваваща за тотална война, след като Германия губи Сталинградската битка.
Тя се счита за най-известната от речите на Йозеф Гьобелс Речта е първото публично признание на националсоциалистическото правителство, че Германия е изправена пред сериозни опасности. Гьобелс призовава германския народ да продължи войната, защото макар да бъде дълга и трудна, оцеляването на Германия и оцеляването на неболшевишка Европа зависят от нея.

## Приемане
Милиони германци слушат Гьобелс по радиото докато той произнася тази реч за „нещастията на изминалите седмици“ и за „откровена картина на ситуацията“. Реакцията на публиката е възторжена и прави въздействието още по-силно, тя е подбрана от Гьобелс, което показва едно от качествата му на министър на пропагандата. Гьобелс иска също, чрез генериране на такъв народен ентусиазъм, да убеди Хитлер да му даде по-голяма власт да управлява военновремевата икономика на Германия.